# Abderrazak Chehat
Abderrazak Chehat, né le 14 janvier 1962 à Radès, est un footballeur tunisien.
Il évolue au poste de défenseur au sein du Club africain.

## Carrière
- 1981-1988 : Club africain (Tunisie)

## Sélections
- 33 matchs internationaux (1 but)[1]